# Nagaland

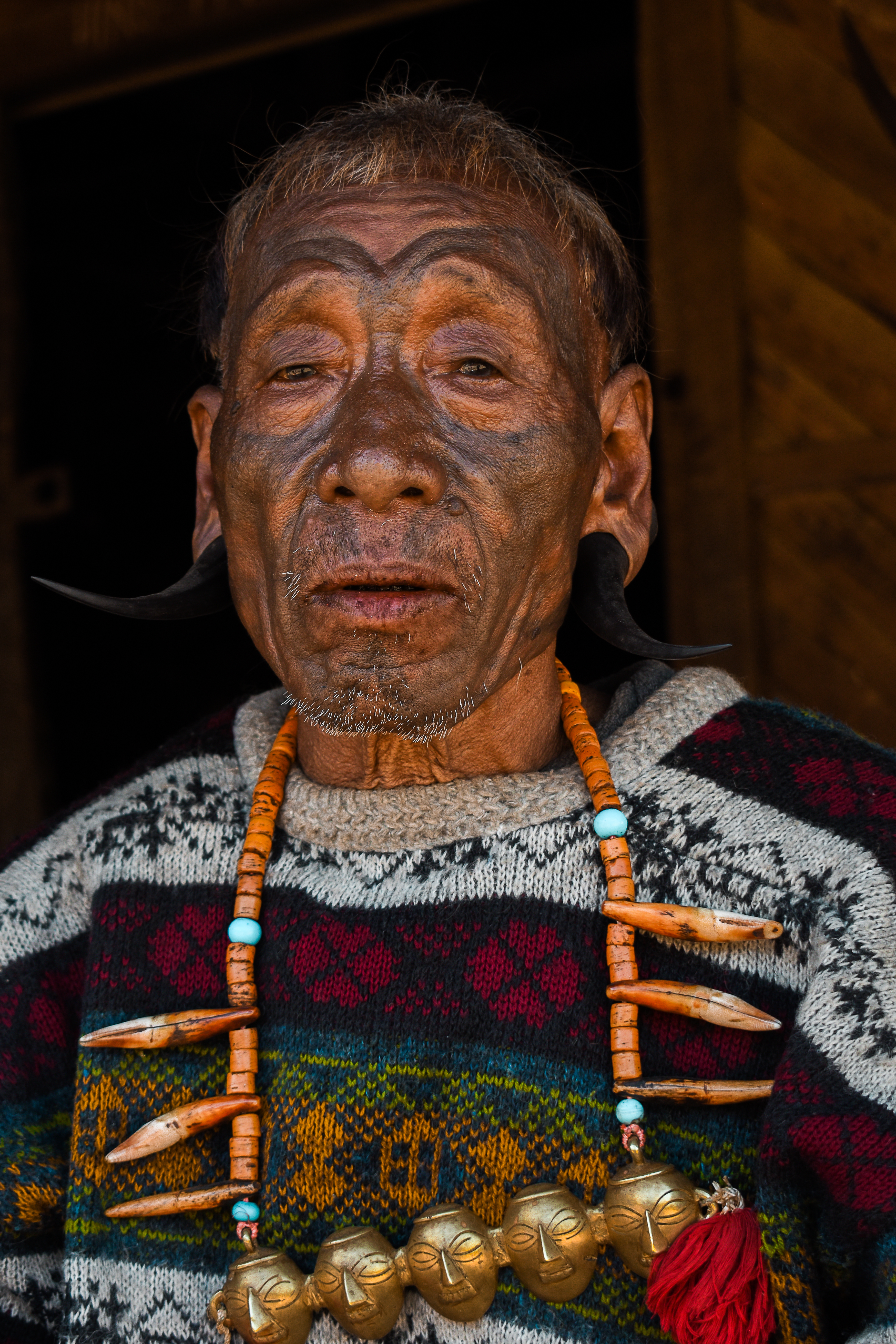
En headhunter i Longwa by, Nagaland

Nagaland är en delstat i nordöstra Indien. Det gränsar till Assam, Arunachal Pradesh, Manipur och Myanmar. Huvudstaden heter Kohima medan den största staden är Dimapur. Delstaten bebos av 16 större stammar; etnografiskt sett är de indomongoler.
Delstaten är till ytan 16 578 km², med en folkmängd på 1 980 000 invånare (2001), bestående till 87 procent av naga, och till 90 procent kristna (varav mer än 75 procent baptister), 4 procent hinduer och 4 procent muslimer.